# Seznam avstrijskih pisateljev
Seznam avstrijskih pisateljev.

## A
- Friedrich Achleitner
- Alfred Adler
- Ilse Aichinger
- Christoph Wilhelm Aigner
- Susanne Alge
- Josef Allram
- Peter Altenberg
- Gerhard Amanshauser
- Martin Amanshauser
- Jean Améry
- Michael Amon
- Eugen Andergassen
- Leopold Andrian
- Ernst Angel
- Johann Balthasar Antesperg
- Ludwig Anzengruber
- Hans Carl Artmann
- Elsa Asenijeff, Elsa Maria von Packeny
- Ruth Aspöck
- Hans Augustin
- Reinhold Aumaier
- Rose Ausländer
- Ava (Frau Ava- ok. 1100)
- Cornelius Hermann von Ayrenhoff

## B
- Ingeborg Bachmann
- Heimrad Bäcker
- Hermann Bahr
- Robert Barbo Waxenstein
- Rudolf Hans Bartsch
- Otto Basil
- Wolfgang Bauer
- Vicki Baum (Hedwig "Vicki" Baum)
- Johann Beer
- Thomas Bernhard
- Hugo Bettauer
- Richard Billinger
- Franz Blei
- Bruno Brehm
- Alfred Brendel
- Thomas Brezina
- Hermann Broch
- Max Brod
- Günter Brus

## C
- Elias Canetti
- Veza Canetti (Venetiana Taubner-Calderon)
- Otto Maria Carpeaux
- Ada Christen

## D
- Heimito von Doderer
- Milo Dor (Milutin Doroslavac)
- Albert Drach

## E
- Klaus Ebner
- Marie von Ebner-Eschenbach
- Fritz Eckhardt
- Helmut Eisendle
- Marc Elsberg
- Gustav Ernst
- Eberhard Erthal
- Emil Ertl

## F
- Else Feldmann
- Janko Ferk
- Humbert Fink
- Ernst Fischer
- Olga Flor
- Karl Emil Franzos
- Alfred Fried
- Erich Fried
- Egon Friedell

## G
- Arno Geiger
- Elfriede Gerstl
- Franz Grillparzer

## H
- Hans Habe
- Maja Haderlap
- Peter Handke
- Heinrich Harrer
- Otto Hauser
- André Heller
- Wilhelm Herzog?
- Hugo von Hofmannsthal
- Ödön von Horváth

## I
- Franz Innerhofer

## J
- Ernst Jandl
- Elfriede Jelinek
- Gert Jonke
- Robert Jungk

## K
- Hans Kades
- Franz Kafka
- Rudolf Kalmar starejši
- Rudolf Kalmar mlajši
- Walter Kappacher
- Daniel Kehlmann
- Egon Erwin Kisch
- Ludwig von Köchel
- Erwin Guido Kolbenheyer
- Frida Kovač
- Karl Kraus
- Anton Kuh

## L
- Christine Lavant (1915-1973)
- Alexander Lernet-Holenia
- Ernst Lert
- Guido von List
- Florjan Lipuš
- Mira Lobe (1913-1995) (otroška avtorica - slikanic)
- Gerhard Loibelsberger
- Ernst Lothar
- Emil Lucka
- Franz Heinrich Hieronymus Valentin von Lützow
- Josef August Lux

## M
- Ana Marwan (slovensko-avstrijska)
- Viktor Matejka
- Max Mell
- Robert Menasse
- Inge Merkel
- Janko Messner
- Rosa Mayreder
- Friederike Mayröcker
- Robert Menasse
- Gustav Meyrink
- Erika Mitterer
- Walter von Molo
- Soma Morgenstern
- Frederic Morton
- Robert Musil

## N
- Franz Nabl
- Christine Nöstlinger

## O
- Rudolf Österreciher

## P
- Josef Friedrich Perkonig
- Leo Perutz
- Andreas P. Pittler
- Martin Pollack
- Paula von Preradović

## R
- Ferdinand Raimund
- Christoph Ransmayr
- Gustav Renker
- Neidhard von Reuental
- Rainer Maria Rilke
- Alexander Roda Roda
- Peter Rosegger
- Peter Rosei
- Gerhard Roth
- Joseph Roth
- Gerhard Rühm
- Manfred Rumpl

## S
- Ferdinand von Saar
- Leopold von Sacher-Masoch
- Felix Salten
- Moritz Gottlieb Saphir
- Arthur Schnitzler
- Karl Schönherr
- Gaby von Schönthan
- Joseph Schreyvogel
- Barbara Schurz
- Annemarie Selinko
- Johannes Mario Simmel
- Jura Soyfer
- Manès Sperber
- Hilde Spiel
- Rudolf Steiner
- Adalbert Stifter
- Otto Stoessl
- Karl Hans Strobl
- Bertha von Suttner

## T
- George Tabori (madž.-nem.)
- Folke Tegetthoff
- Christian Teissl
- Friedrich Torberg
- Jutta Treiber
- Luis Trenker
- Peter Turrini

## V
- Adelma von Vay
- Johann Nepomuk Vogl

## W
- Karl Heinrich Waggerl
- Ana Wambrechtsamer
- Manfred Wieninger
- Hans Weiss
- Ernst Weiss (češ.-avstr.-nem.)
- Josef Wenter
- Franz Werfel
- Josef Winkler
- Katharina Winkler
- Viktor Winter?
- Oswald von Wolkenstein

## Z
- Guido Zernatto
- Stefan Zweig